# Move Shake Drop
Move Shake Drop è un brano musicale di DJ Laz pubblicato come primo singolo estratto dall'album del 2008 Category 6. Figura la collaborazione di Flo Rida, Casely e Pitbull.
Il brano campiona il ritornello di Satisfaction di Benny Benassi. Il brano è stato prodotto dai Diaz Brothers, ed è stato scritto da Luis e Hugo Diaz (The Diaz Brothers), Lazaro Mendez (DJ Laz) ed Armando Christian Pérez (Pitbull).
Negli Stati Uniti il singolo ha raggiunto la cinquantaseiesima posizione della Billboard Hot 100 e la quarantaduesima della Billboard Pop 100 nella settimana del 4 maggio 2008.

## Classifiche
| Classifica (2008)      | Posizione massima |
| ---------------------- | ----------------- |
| U.S. Billboard Hot 100 | 56                |
| U.S. Billboard Pop 100 | 42                |